# 新疆狩蛛
新疆狩蛛（学名：Diaea xinjiangensis）为蟹蛛科狩蛛属的动物。在中国大陆，分布于新疆等地，常生活于草丛以及牧场。该物种的模式产地在新疆。